# Wybory prezydenckie w Timorze Wschodnim w 2012 roku

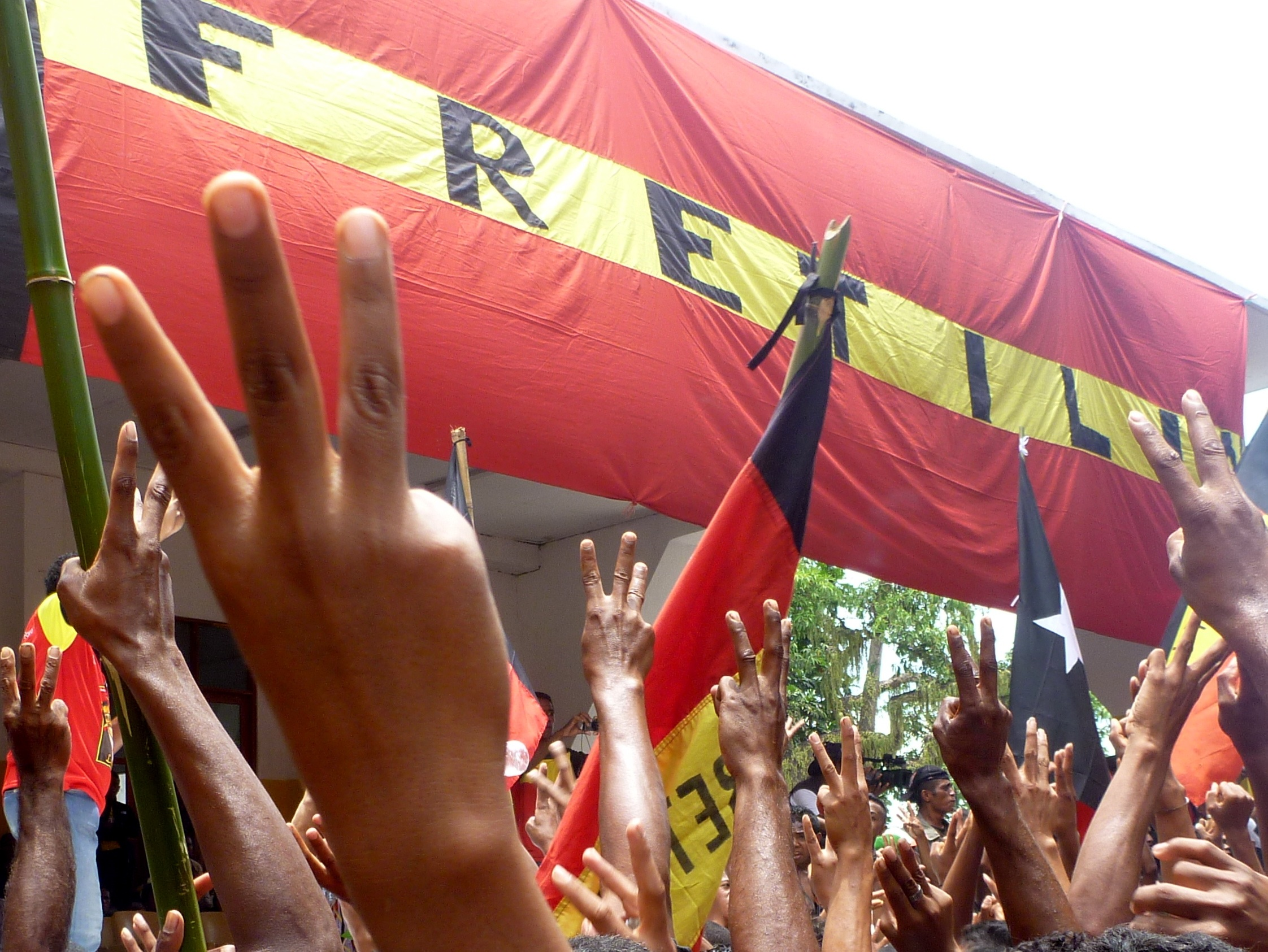
Wiec wyborczy FRETILIN i Francisco Guterresa w Baucau

Wybory prezydenckie w Timorze Wschodnim w 2012 roku odbyły się 16 kwietnia 2012. Kandydaci ubiegali się o urząd prezydenta na 5-letnią kadencję. Wybory zostały podzielone na dwie tury głosowania. Prezydentem Timoru Wschodniego został Taur Matan Ruak.

## Wyniki
| Kandydat                               | % głosów |
| -------------------------------------- | -------- |
| Francisco Guterres                     | 28,76    |
| Taur Matan Ruak                        | 25,71    |
| José Ramos Horta                       | 17,48    |
| Fernando de Araújo                     | 17,30    |
| Rogério Tiago de Fátima Lobato         | 3,49     |
| José Luís Guterres                     | 1,99     |
| Manuel Tilman                          | 1,56     |
| Abílio da Conceição Abrantes de Araújo | 1,35     |
| Lucas da Costa                         | 0,83     |
| Francisco Gomes                        | 0,76     |
| María do Céu Lopes da Silva            | 0,40     |
| Angelita Maria Francisca Pires         | 0,37     |

| Kandydat           | % głosów |
| ------------------ | -------- |
| Taur Matan Ruak    | 61,2     |
| Francisco Guterres | 38,8     |